# Dunstanoides
Dunstanoides es un género de arañas araneomorfas pertenecientes a la familia Amphinectidae. Se encuentra en Nueva Zelanda.

## Especies
Según The World Spider Catalog 12.0:
- Dunstanoides angustiae (Marples, 1959)
- Dunstanoides hesperis (Forster & Wilton, 1973)
- Dunstanoides hinawa (Forster & Wilton, 1973)
- Dunstanoides hova (Forster & Wilton, 1973)
- Dunstanoides kochi (Forster & Wilton, 1973)
- Dunstanoides mira (Forster & Wilton, 1973)
- Dunstanoides montana (Forster & Wilton, 1973)
- Dunstanoides nuntia (Marples, 1959)
- Dunstanoides salmoni (Forster & Wilton, 1973)